# Noli me tangere (Michelangelo)

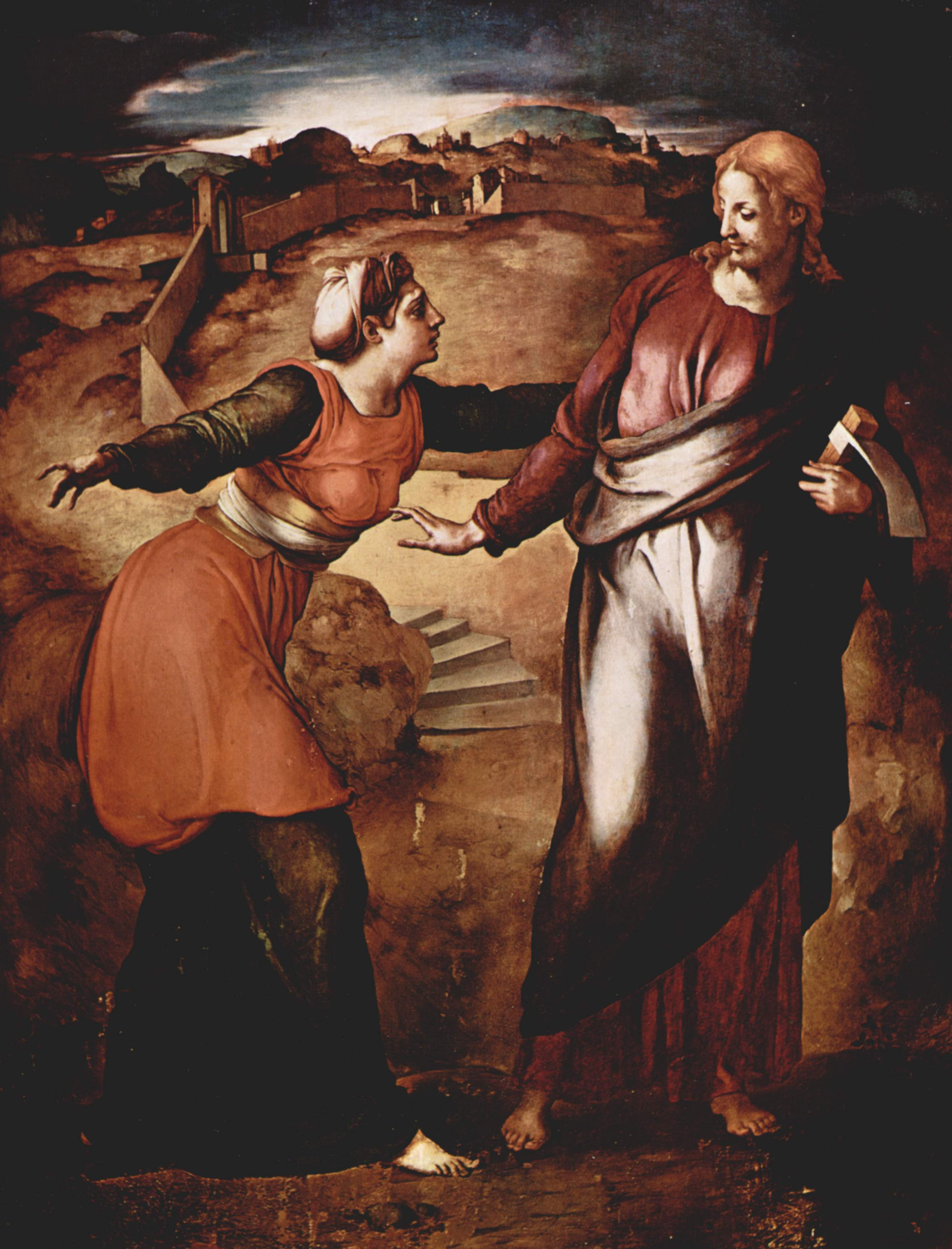
La versione di Casa Buonarroti, attribuita al Bronzino

Noli me tangere è un cartone perduto di Michelangelo Buonarroti, databile al 1531. Da esso vennero tratte numerose copie, tra cui alcune attribuite a Pontormo o ad Agnolo Bronzino.

## Storia e descrizione
Entro l'aprile del 1531 il marchese del Vasto e generale di Carlo V Alfonso d'Avalos commissionò e ottenne, per intermediazione dell'arcivescovo di Capua Nikolaus von Schönberg, da Michelangelo un cartone col soggetto del Noli me tangere ("Cristo che appare alla Maddalena nell'orto"), che avrebbe dovuto poi essere tradotto pittoricamente dal Pontormo, su suggerimento dello stesso Buonarroti, e inviato alla zia del marchese, Vittoria Colonna, vedova di Francesco Ferrante d'Avalos.
Si trattò di un primo contatto, intermediato, tra Michelangelo e Vittoria, i quali si conobbero direttamente solo qualche anno dopo, stringendo una profonda amicizia.
Michelangelo poté seguire lo svolgimento del lavoro da vicino, avendo luogo proprio nella sua abitazione. Si conoscono due disegni preparatori della figura di Cristo, oggi a Casa Buonarroti (inv. 62 F e Archivio Buonarroti, I, 74, 203 verso). La scelta del tema è quasi sicuramente frutto di un'idea di Vittoria, che amava la figura della Maddalena, con la cui redenzione in qualche modo si identificava, avendo ella abbandonato la vita mondana dopo la morte del marito nel 1525. Un analogo dipinto venne da lei commissionato, sempre nel 1531 (5 marzo), a Tiziano per intercessione di Federico Gonzaga, probabilmente la Maddalena "lacrimosa più che si può" della Galleria Palatina a Palazzo Pitti. Inoltre la marchesa di Pescara era impegnata attivamente a sostenere la Casa delle Convertite a Roma, dove prostitute penitenti potevano redimersi venendo accolte senza prendere il velo monacale.
La prima versione del dipinto, di dimensioni contenute (124x95 cm), è oggi indicata in quella in collezione privata a Busto Arsizio, sia per le testimonianze documentarie che per l'alta qualità riscontrabile nel colorito "pontormesco".
Come ricorda Vasari nella vita di Pontormo, lo stesso autore fece una replica del dipinto per il signore di Città di Castello Alessandro Vitelli, che allora era capitano delle truppe imperiali. Questa seconda versione, di dimensioni maggiori (172x134 cm), è oggi probabilmente quella conservata in Casa Buonarroti, a Firenze almeno dal 1666, quando passò delle collezioni di Carlo de' Medici alle raccolte granducali. L'opera è stata anche attribuita ad Agnolo Bronzino (Roberto Longhi, Michael Hirst).
Il cartone originale di Michelangelo, contrariamente a quanto riportato dal Vasari che lo credette in Francia, rimase a Firenze ed andò a decorare il Guardaroba di Cosimo I in Palazzo Vecchio, da dove se ne persero le tracce.
Sempre a Casa Buonarroti si conserva un'altra versione del dipinto su sfondo roccioso, attribuita oggi a Battista Franco (e in passato a Giulio Clovio o a Marcello Venusti).

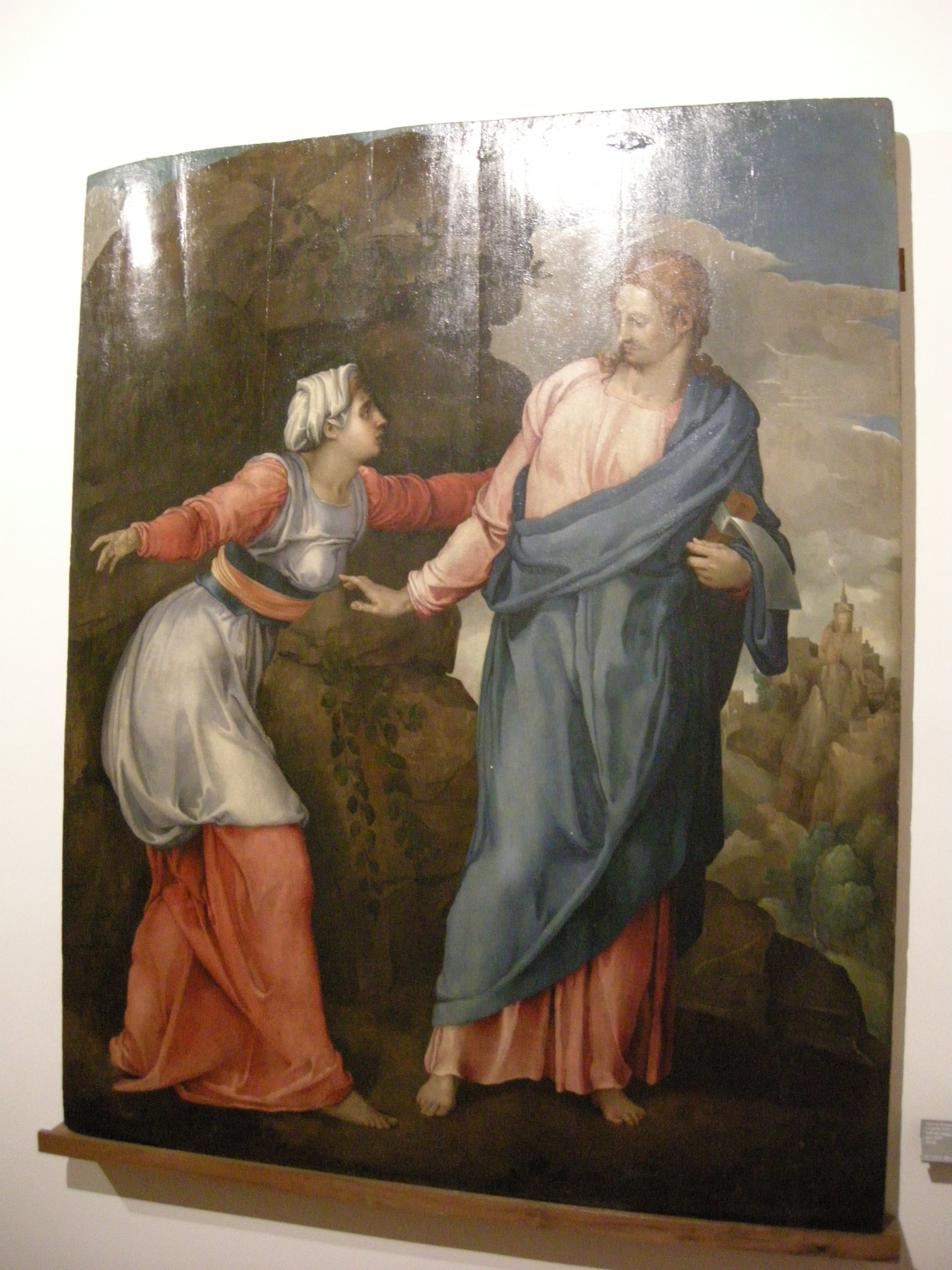
Versione di Battista Franco